# Jacques Abtey
Pour les articles homonymes, voir Abtey.
Jacques Abtey, né Maurice-Leonard Abtey le 16 septembre 1908 à Pfastatt dans le Haut-Rhin et mort le 9 mars 1998 à Sarlat-la-Canéda en Dordogne, était un officier du service de renseignement et du contre-espionnage français. Il a particulièrement démontré ses qualités contre les Allemands pendant la Seconde Guerre mondiale. Il est un des 61 751 Français Libre.

## Biographie
En septembre 1939, Daniel Marouani, frère de l'agent de Joséphine Baker, lui présente le capitaine Jacques Abtey, alors officier du Deuxième Bureau, le service de renseignement de l'Armée française. Au moment de la déclaration de guerre, Jacques Abtey est chef du contre-espionnage militaire à Paris. Il est alors chargé de recruter des « Honorables Correspondants », des personnalités bénévoles et dignes de confiance susceptibles de se rendre partout sans éveiller les soupçons afin de recueillir des renseignements sur l'activité des agents allemands. L'un de ses collègues lui suggère de recourir à l'aide de Joséphine Baker pour obtenir des renseignements, ce qu'elle fera avec plaisir. Il est alors convenu que Joséphine Baker se servira de ses relations pour se faire inviter aussi souvent que possible dans les cocktails donnés dans les ambassades afin d'y recueillir des informations sur les troupes ennemies. Elle réussit ainsi à obtenir, lors de réceptions données dans les ambassades d'Italie et du Portugal, de précieux renseignements sur les mouvements des troupes allemandes et les intentions de Mussolini au début de la guerre.
Début 1940, sur l'avis de Jacques Abtey, Joséphine Baker quitte Le Vésinet pour le château des Milandes en Dordogne où se formera autour d'elle un noyau de résistants. En juin 1940, à la suite de l'appel du général de Gaulle à résister, ils décident de rallier Londres. Abtey, devenu « Monsieur Sanders », apprend que le service de renseignements, réorganisé, est maintenant situé à Marseille. Joséphine Baker accepte avec enthousiasme de servir de couverture à Jacques Abtey, qui a reçu pour mission de transmettre aux services de renseignement de la France Libre, les renseignements recueillis en zone occupée sur les positions allemandes. Jacques Abtey voyage ainsi sous la fausse identité de Jacques Hebert comme « artiste » qui « accompagne Madame Joséphine Baker », selon la mention portée sur son visa. Les renseignements sont transcrits en langage chiffré et à l'encre sympathique sur des partitions musicales.
Joséphine Baker désigne donc Jacques Abtey comme son “secrétaire artistique, monsieur Hébert“ pour éviter les soupçons des douaniers et des diplomates, qui n’ont d’yeux que pour la beauté irradiante de la reine du music-hall. Lors de ses tournées, Jacques “Hébert” Abtey porte les bagages et se dissimule derrière sa silhouette insignifiante de petit homme à moustache.
En 1941, Baker décide de s'installer à Alger, et Abtey est du voyage. Travaillant de concert, ils recueillent encore des informations pour le compte de la Résistance française et de la France libre. La même année, Abtey doit communiquer ses renseignements au Portugal, mais ne peut obtenir de visa, au contraire de Baker. C'est cette dernière qui remplira donc sa mission.
De retour au Maroc, elle tombe malade, mais reçoit quantité de visiteurs importants. Abtey en profite pour lui transmettre différents messages qu'elle remet aux diplomates et aux généraux qui la visitent.
Désireuse d'améliorer le moral des troupes alliées, Baker se produit entre autres à Casablanca, à Oran, à Mostaganem, à Beyrouth et à Damas. En novembre 1942, devant son succès, Abtey propose d'utiliser son image au profit de la propagande officielle, les bénéfices étant versés aux groupes de résistance français en France métropolitaine. Ce qu'elle accepte avec enthousiasme.
En 1948, Jacques Abtey publie La Guerre secrète de Josephine Baker aux éditions Siboney, un témoignage sur les actions de Joséphine Baker comme résistante pendant la Seconde Guerre mondiale, avec une lettre autographe du général de Gaulle imprimée en page 323.
En 1966, le Commandant Jacques Abtey publie également 2e Bureau contre Abwehr aux éditions de La Table Ronde. Il y raconte ses aventures d'espion ainsi que celles du Fregattenkapitän Dr Fritz Unterberg-Gibhardt, son homologue allemand. Tous deux ont servi leur pays, avant et pendant la Seconde Guerre mondiale. Leur mission était exactement symétrique et opposée, comme deux pièces identiques dans un jeu d'échecs au sein des services de contre-espionnage de leur camp respectif. La mission d'Unterberg-Gibhardt consistait à envoyer des agents en France, tandis que la mission d'Abtey consistait à les découvrir et à les neutraliser. Réciproquement, le Commandant Abtey avait des correspondants en Allemagne, dont s'occupait le Dr Fritz Unterberg-Gibhardt. Dans ce livre, ils parlent avec une liberté entière de leurs combats, de leurs succès et de leurs échecs. L'action du récit se déroule sur une péniche qui descend le Rhin, dans un hôtel d'Anvers, à bord d'un croiseur ancré à Toulon, dans les bureaux de l'Ambassade d'Allemagne et aux abords d'un terrain d'aviation de Metz. On y découvre comment et pourquoi un officier de la marine française accepta de livrer le “code” de la marine aux agents de l'Allemagne et comment un soldat du “Train des Équipages” pouvait avoir communication de la critique des manœuvres de l'arme blindée. Les drames de l'occupation sont également évoqués avec force par les deux anciens adversaires, avec notamment la fin du “réseau interallié” vue du côté de l'Abwehr. La personnalité de la “Chatte” y est aussi évoqué, ainsi que la silhouette, peu connue et couverte d'ombres, de l'Amiral Canaris, le chef du contre-espionnage allemand qui domine la dernière partie du recueil.
Plusieurs des missions de Jacques Abtey ont par ailleurs été racontées par le Colonel Rémy.
Le Commandant Jacques Abtey est également l'un des personnages principaux du roman biographique On n'a pas toujours du caviar de Johannes Mario Simmel, dont il a écrit la préface.